# Kreisgericht Bützow

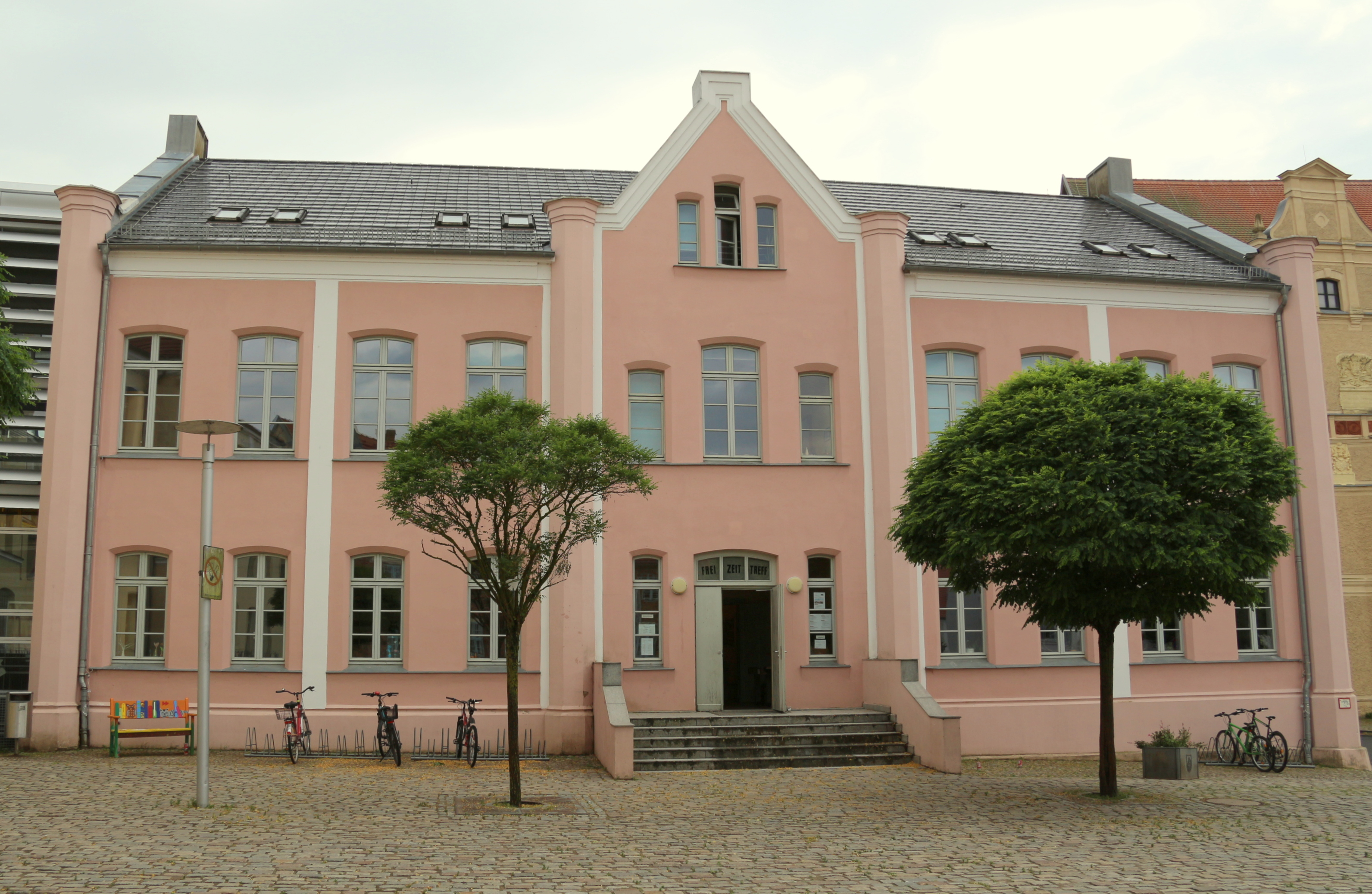
Ehemaliges Großherzogliches Amtshaus (2023)

Das Kreisgericht Bützow war ein Kreisgericht  in der DDR und hatte seinen Sitz im historischen Großherzoglichen Amtshaus am Schlossplatz 3 in Bützow.

## Geschichte
In Bützow befand sich das Amtsgericht Bützow. In der DDR wurden die Amtsgerichte 1952 aufgelöst und einheitlich Kreisgerichte gebildet. In Bützow entstand so das Kreisgericht Bützow, welches dem Bezirksgericht Schwerin nachgeordnet war. Gerichtssprengel war der Kreis Bützow. Nach dem Zusammenbruch der DDR wurden die Kreisgerichte wieder aufgehoben und erneut Amtsgerichte gebildet. So wurde auch das Kreisgericht Bützow 1991 aufgelöst und das Amtsgericht Bützow wieder eingerichtet.

## Gebäude
Das Kreisgericht war im heute denkmalgeschützten Großherzoglichen Amtshaus untergebracht, das 1850 erbaut wurde und sich am Schlossplatz 3 befindet.

## Aktion Rose
Im Rahmen der Verhaftungen der Aktion Rose im Jahr 1953 wurde in 408 Fällen ein Strafverfahren, zumeist in Schnellverfahren, am Kreisgericht Bützow durchgeführt. Dieses war hierfür extra mit vier zusätzlichen Richtern besetzt worden. Das Vorgehen der DDR-Regierung war auch formell willkürlich. Das Kreisgericht Bützow war für die meisten Fälle der Aktion Rose nicht das ordentliche Kreisgericht. Die Konzentration der Fälle, die eigentlich vor anderen Kreisgerichten hätten geführt werden müssen, führte dazu, dass das Gericht hier als Ausnahmegericht wirkte, was nach § 7 Abs. 2 GVG (DDR) unzulässig war.